# جزر و مد (فیلم ۱۹۴۷)
جزر و مد (انگلیسی: High Tide) یک فیلم است که در سال ۱۹۴۷ منتشر شد. از بازیگران آن می‌توان به لی تریسی و فرانسیس فورد اشاره کرد.